# Malleret
Ne doit pas être confondu avec Malleret-Boussac.
Malleret est une commune française située dans le département de la Creuse, en région Nouvelle-Aquitaine.

## Géographie

### Généralités
- 1Carte dynamique
- 2Carte OpenStreetMap
- 3Carte topographique
- 4Carte avec les communes environnantes

Dans le quart sud-est du département de la Creuse, dans le parc naturel régional de Millevaches en Limousin, la commune de Malleret s'étend sur 11,8 km2. Elle est également située sur la Méridienne verte qui symbolise le méridien de Paris ; en l'an 2000, le 14 juillet, un pique-nique géant était organisé sur le trajet de ce méridien.
Malleret est arrosée par la Méouzette et le ruisseau de la Gratte, qui y prennent leur source. L'altitude minimale, 716 mètres, se trouve localisée à l'extrême nord-ouest, là où le ruisseau de la Gratte quitte la commune et entre sur celle de Beissat. L'altitude maximale avec 869 mètres est située au sud-ouest, au puy de la Borde.
En bordure de la route départementale (RD) 29, le bourg de Malleret est situé, en distances orthodromiques, vingt-quatre kilomètres au sud-sud-est d'Aubusson et autant au nord d'Ussel.
La commune est également desservie par les RD 18, 18A3 et 29A.

### Communes limitrophes
Malleret est limitrophe de cinq autres communes, dont Magnat-l'Étrange au nord-ouest sur seulement 500 mètres.
| Magnat-l'Étrange | Saint-Agnant-près-Crocq   |        |
| Beissat          | Malleret                  | Flayat |
|                  | Saint-Oradoux-de-Chirouze |        |

### Climat
Pour des articles plus généraux, voir Climat de la Nouvelle-Aquitaine et Climat de la Creuse.
Historiquement, la commune est exposée à un climat montagnard.  
En 2020, Météo-France publie une typologie des climats de la France métropolitaine dans laquelle la commune est exposée à un climat de montagne et est dans la région climatique  Ouest et nord-ouest du Massif Central, caractérisée par une pluviométrie annuelle de 900 à 1 500 mm, maximale en automne et en hiver.
Pour la période 1971-2000, la température annuelle moyenne est de 8,8 °C, avec une amplitude thermique annuelle de 14,9 °C. Le cumul annuel moyen de précipitations est de 1 149 mm, avec 13,4 jours de précipitations en janvier et 8,3 jours en juillet. Pour la période 1991-2020, la température moyenne annuelle observée sur la station météorologique la plus proche, située sur la commune de La Courtine à 9 km à vol d'oiseau, est de 9,3 °C et le cumul annuel moyen de précipitations est de 1 092,6 mm,. Pour l'avenir, les paramètres climatiques de la commune estimés pour 2050 selon différents scénarios d'émission de gaz à effet de serre sont consultables sur un site dédié publié par Météo-France en novembre 2022.

## Urbanisme

### Typologie
Au 1er janvier 2024, Malleret est catégorisée commune rurale à habitat très dispersé, selon la nouvelle grille communale de densité à 7 niveaux définie par l'Insee en 2022.
Elle est située hors unité urbaine et hors attraction des villes,.

### Occupation des sols
L'occupation des sols de la commune, telle qu'elle ressort de la base de données européenne d’occupation biophysique des sols Corine Land Cover (CLC), est marquée par l'importance des forêts et milieux semi-naturels (59,3 % en 2018), une proportion sensiblement équivalente à celle de 1990 (59,7 %). La répartition détaillée en 2018 est la suivante : 
forêts (58,3 %), prairies (24,3 %), zones agricoles hétérogènes (16,2 %), milieux à végétation arbustive et/ou herbacée (1,1 %), eaux continentales (0,1 %). L'évolution de l’occupation des sols de la commune et de ses infrastructures peut être observée sur les différentes représentations cartographiques du territoire : la carte de Cassini (XVIIIe siècle), la carte d'état-major (1820-1866) et les cartes ou photos aériennes de l'IGN pour la période actuelle (1950 à aujourd'hui).

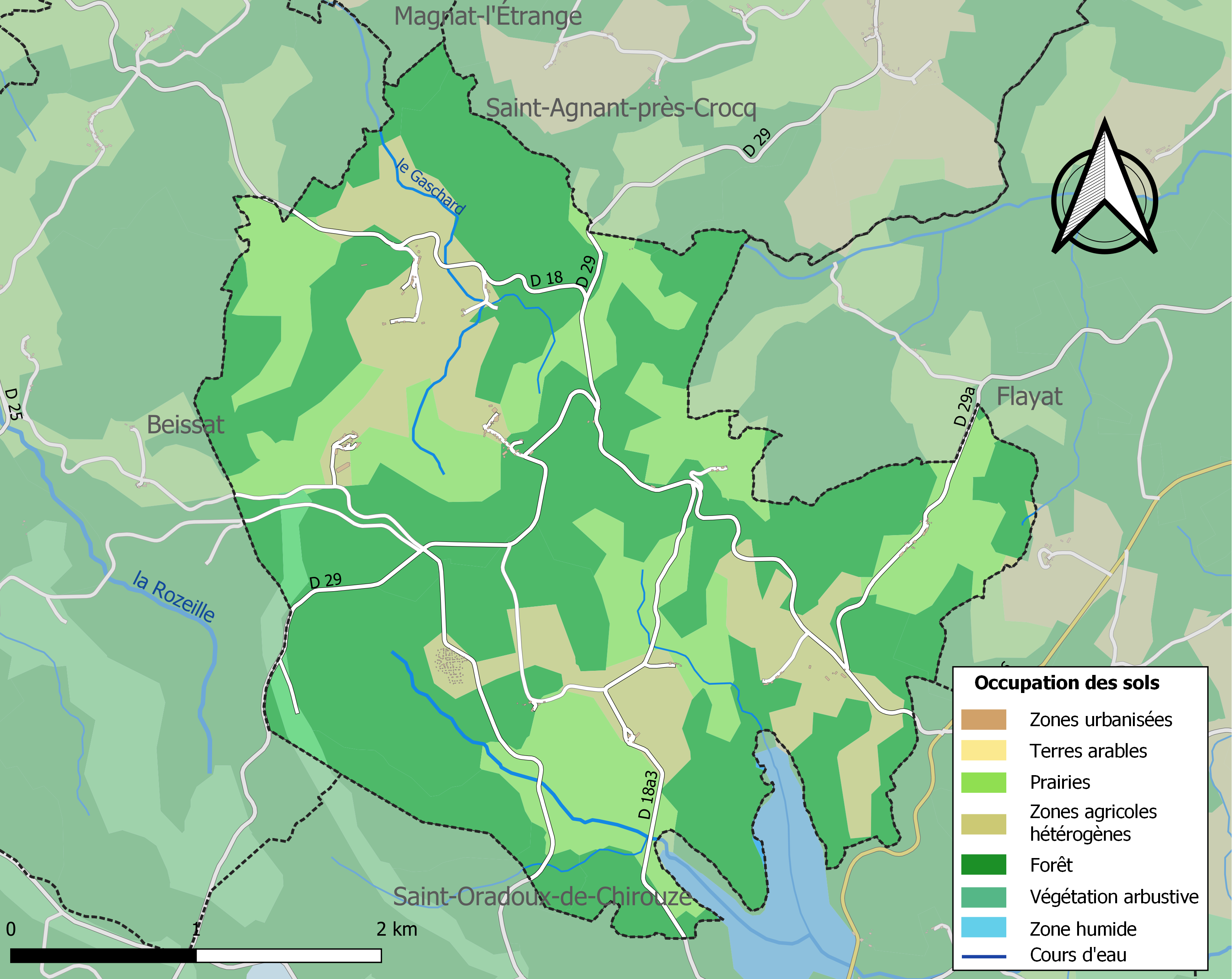
Carte des infrastructures et de l'occupation des sols de la commune en 2018 (CLC).

### Risques majeurs
Le territoire de la commune de Malleret est vulnérable à différents aléas naturels : météorologiques (tempête, orage, neige, grand froid, canicule ou sécheresse) et séisme (sismicité faible). Il est également exposé à un risque particulier : le risque de radon. Un site publié par le BRGM permet d'évaluer simplement et rapidement les risques d'un bien localisé soit par son adresse soit par le numéro de sa parcelle.

#### Risques naturels

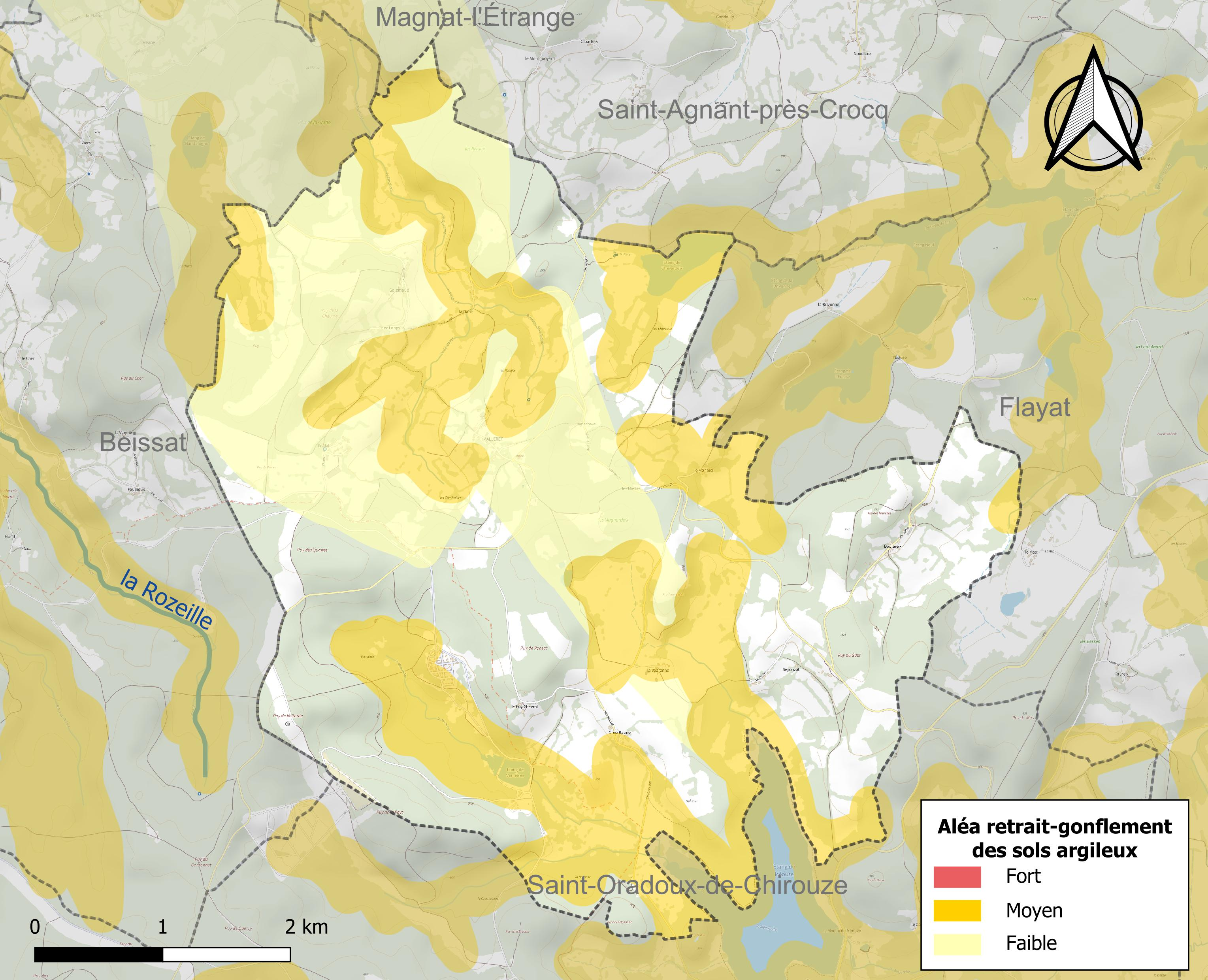
Carte des zones d'aléa retrait-gonflement des sols argileux de Malleret.

Le retrait-gonflement des sols argileux est susceptible d'engendrer des dommages importants aux bâtiments en cas d’alternance de périodes de sécheresse et de pluie. 38,4 % de la superficie communale est en aléa moyen ou fort (33,6 % au niveau départemental et 48,5 % au niveau national). Sur les 36 bâtiments dénombrés sur la commune en 2019, 7 sont en aléa moyen ou fort, soit 19 %, à comparer aux 25 % au niveau départemental et 54 % au niveau national. Une cartographie de l'exposition du territoire national au retrait gonflement des sols argileux est disponible sur le site du BRGM,.
Par ailleurs, afin de mieux appréhender le risque d’affaissement de terrain, l'inventaire national des cavités souterraines permet de localiser celles situées sur la commune.
La commune a été reconnue en état de catastrophe naturelle au titre des dommages causés par les inondations et coulées de boue survenues en 1982 et 1999. Concernant les mouvements de terrains, la commune a été reconnue en état de catastrophe naturelle au titre des dommages causés par des mouvements de terrain en 1999.

#### Risque particulier
Dans plusieurs parties du territoire national, le radon, accumulé dans certains logements ou autres locaux, peut constituer une source significative d’exposition de la population aux rayonnements ionisants. Certaines communes du département sont concernées par le risque radon à un niveau plus ou moins élevé. Selon la classification de 2018, la commune de Malleret est classée en zone 3, à savoir zone à potentiel radon significatif.

## Histoire

### Les Hospitaliers
Malleret est une ancienne seigneurie de l'ordre de Saint-Jean de Jérusalem, membre de la commanderie de Sainte-Anne (Sainte-Anne-Saint-Priest) jusqu'à la Révolution française. Les Hospitaliers du grand prieuré d'Auvergne possédaient la haute, moyenne et basse justice ainsi que la paroisse. La présence de cet ordre religieux est attestée dès le XIIIe siècle avec une mention de la Domus Hospitalis de Malareto en 1293, puis de la commanderie de Malareti au siècle suivant (1374-75).
L'église Saint-Jean-Baptiste date des XIVe et XVIIe siècles Cette église a appartenu aux Hospitaliers de l'ordre de Saint-Jean de Jérusalem dont l'une des commanderies se trouvait au Naberon plus au nord sur l'actuelle commune de Crocq, passée ensuite sous la juridiction de la commanderie de Sainte-Anne.

## Politique et administration

### Liste des maires
| Période                                  | Période  | Identité       | Étiquette | Qualité     |
| ---------------------------------------- | -------- | -------------- | --------- | ----------- |
| Les données manquantes sont à compléter. |          |                |           |             |
|                                          |          |                |           |             |
| mars 2001 (réélu en mai 2020)            | En cours | Michel Lacrocq | DVD       | Agriculteur |

## Démographie
Les habitants de Malleret s'appellent les Malleretois et les  Malleretoises.
L'évolution du nombre d'habitants est connue à travers les recensements de la population effectués dans la commune depuis 1793. Pour les communes de moins de 10 000 habitants, une enquête de recensement portant sur toute la population est réalisée tous les cinq ans, les populations de référence des années intermédiaires étant quant à elles estimées par interpolation ou extrapolation. Pour la commune, le premier recensement exhaustif entrant dans le cadre du nouveau dispositif a été réalisé en 2008.

En 2022, la commune comptait 43 habitants, en évolution de −2,27 % par rapport à 2016 (Creuse : −3,32 %, France hors Mayotte : +2,11 %).
| 1793 | 1800 | 1806 | 1821 | 1831 | 1836 | 1841 | 1846 | 1851 |
| ---- | ---- | ---- | ---- | ---- | ---- | ---- | ---- | ---- |
| 280  | 270  | 245  | 275  | 335  | 283  | 328  | 354  | 338  |

| 1856 | 1861 | 1866 | 1872 | 1876 | 1881 | 1886 | 1891 | 1896 |
| ---- | ---- | ---- | ---- | ---- | ---- | ---- | ---- | ---- |
| 288  | 280  | 286  | 268  | 285  | 292  | 287  | 275  | 264  |

| 1901 | 1906 | 1911 | 1921 | 1926 | 1931 | 1936 | 1946 | 1954 |
| ---- | ---- | ---- | ---- | ---- | ---- | ---- | ---- | ---- |
| 271  | 265  | 241  | 183  | 167  | 166  | 157  | 136  | 104  |

| 1962 | 1968 | 1975 | 1982 | 1990 | 1999 | 2006 | 2008 | 2013 |
| ---- | ---- | ---- | ---- | ---- | ---- | ---- | ---- | ---- |
| 100  | 89   | 75   | 61   | 44   | 46   | 41   | 39   | 42   |

| 2018 | 2022 | - | - | - | - | - | - | - |
| ---- | ---- | - | - | - | - | - | - | - |
| 44   | 43   | - | - | - | - | - | - | - |

## Culture locale et patrimoine

### Lieux et monuments
- La croix de cimetière du XVIe siècle — déplacée de l'ancien au nouveau cimetière — est classée au titre des monuments historiques en 1965[30],[31].
- L'église Saint-Jean-Baptiste date des XIVe et XVIIe siècles[32]. Elle est inscrite à l'Inventaire général du patrimoine culturel[32].
- Le château de Pradal qui date du XVe ou XVIe siècle a subi des modifications aux XVIIIe et XIXe siècles[33].
- Le château de Galmaud, ou Galemaud, qui date possiblement du XVIIe siècle a un pigeonnier carré[34].

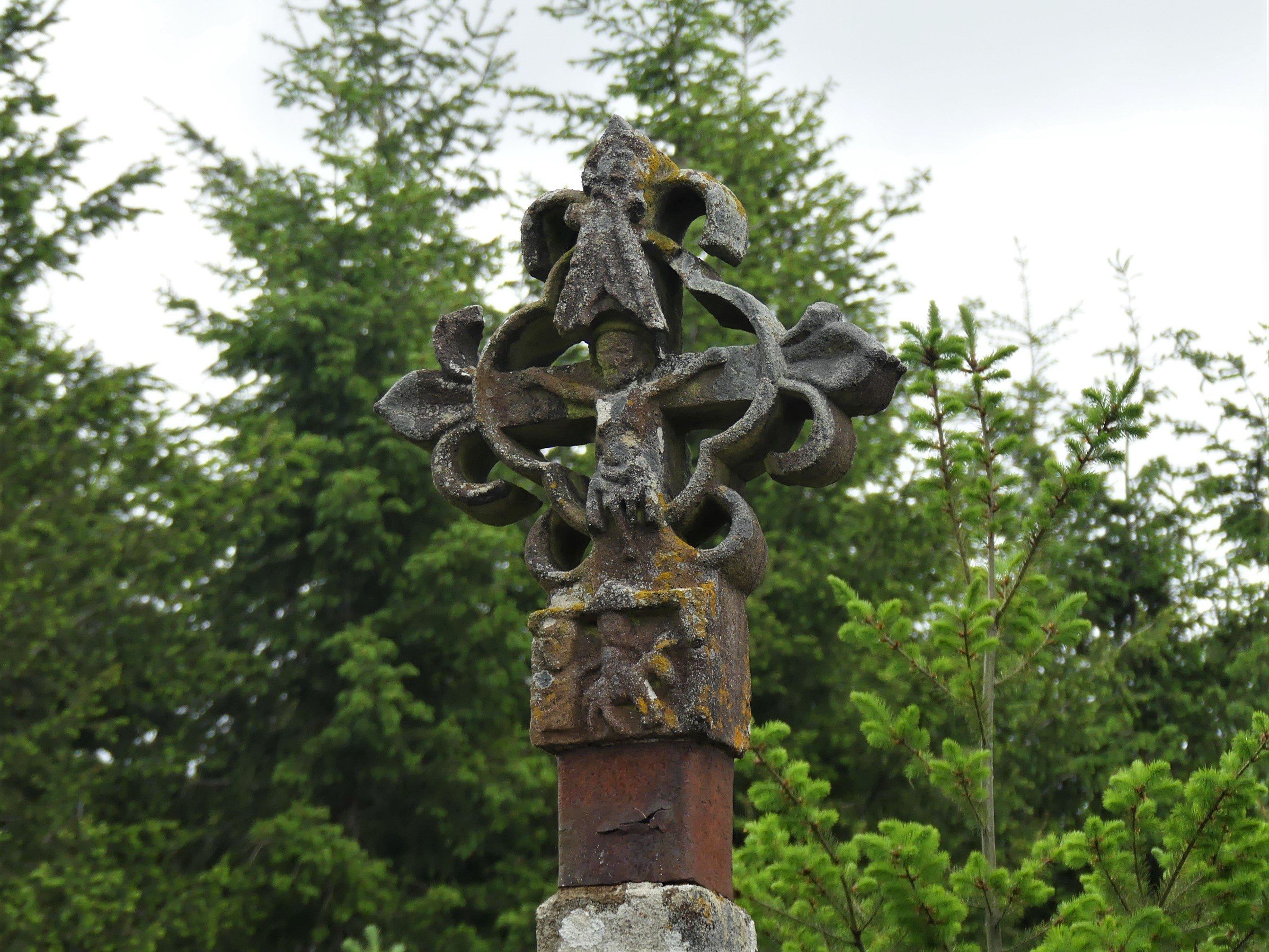
La croix de cimetière du XVIe siècle.
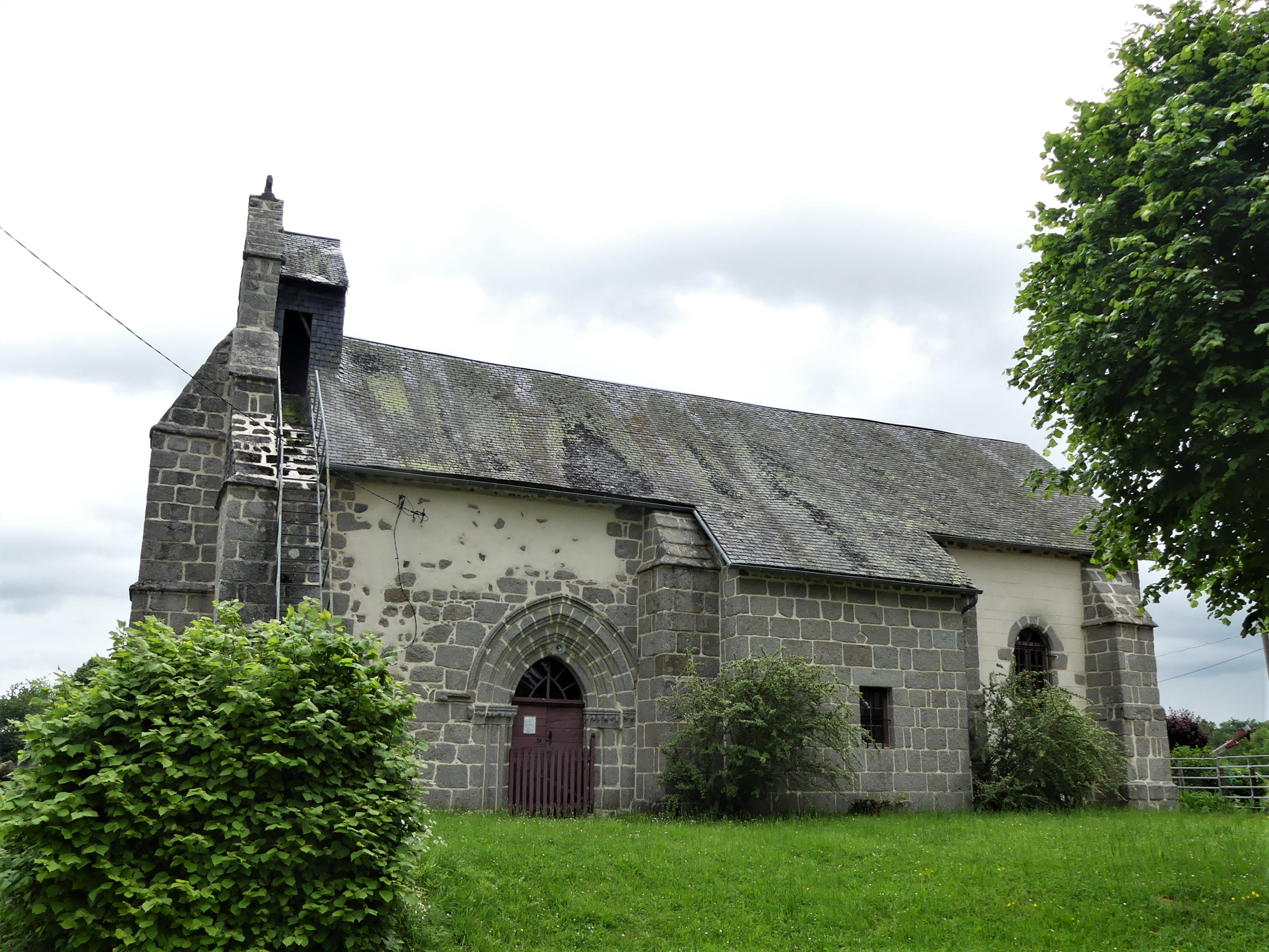
L'église Saint-Jean-Baptiste.
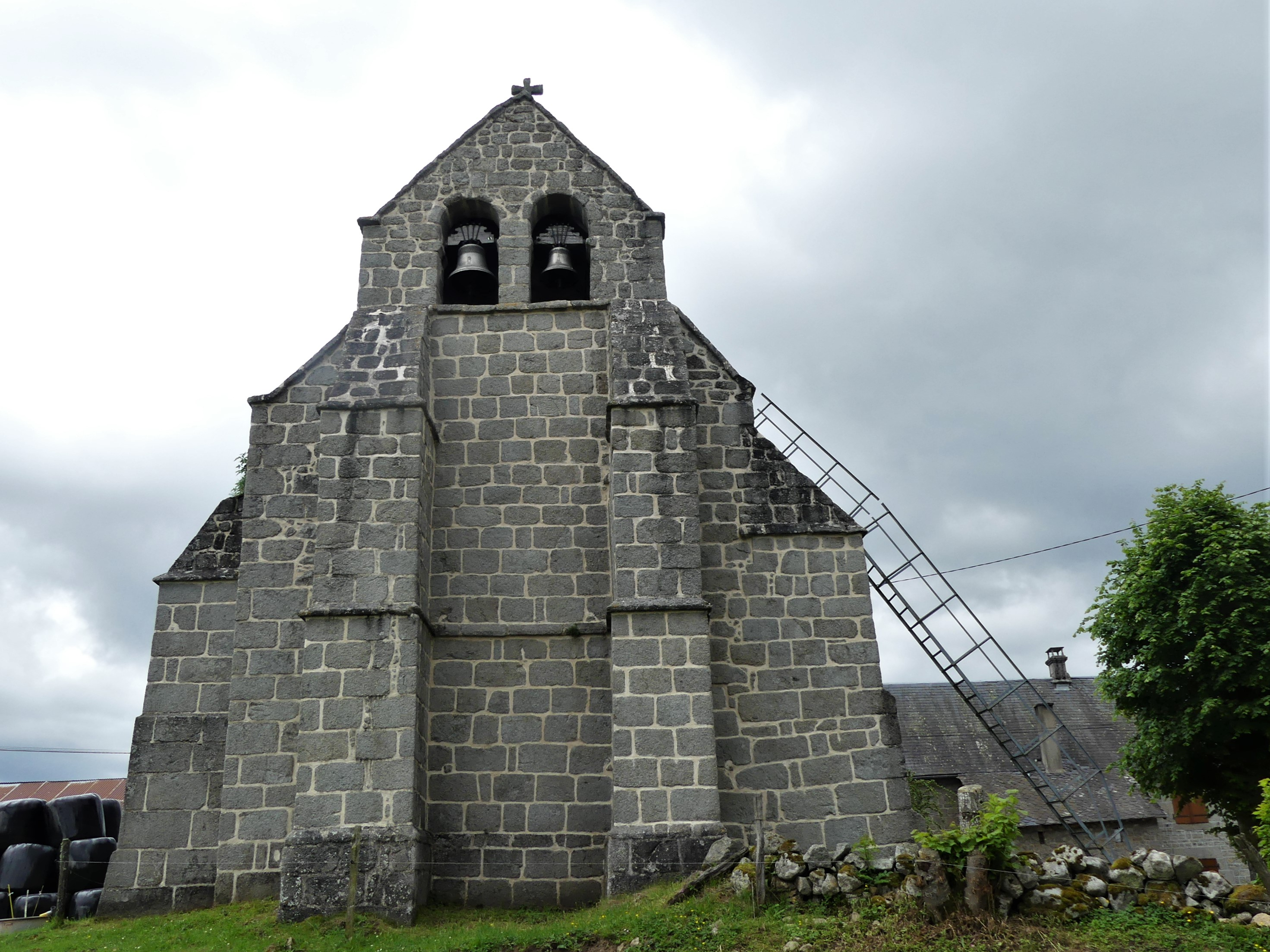
Son clocher-mur.
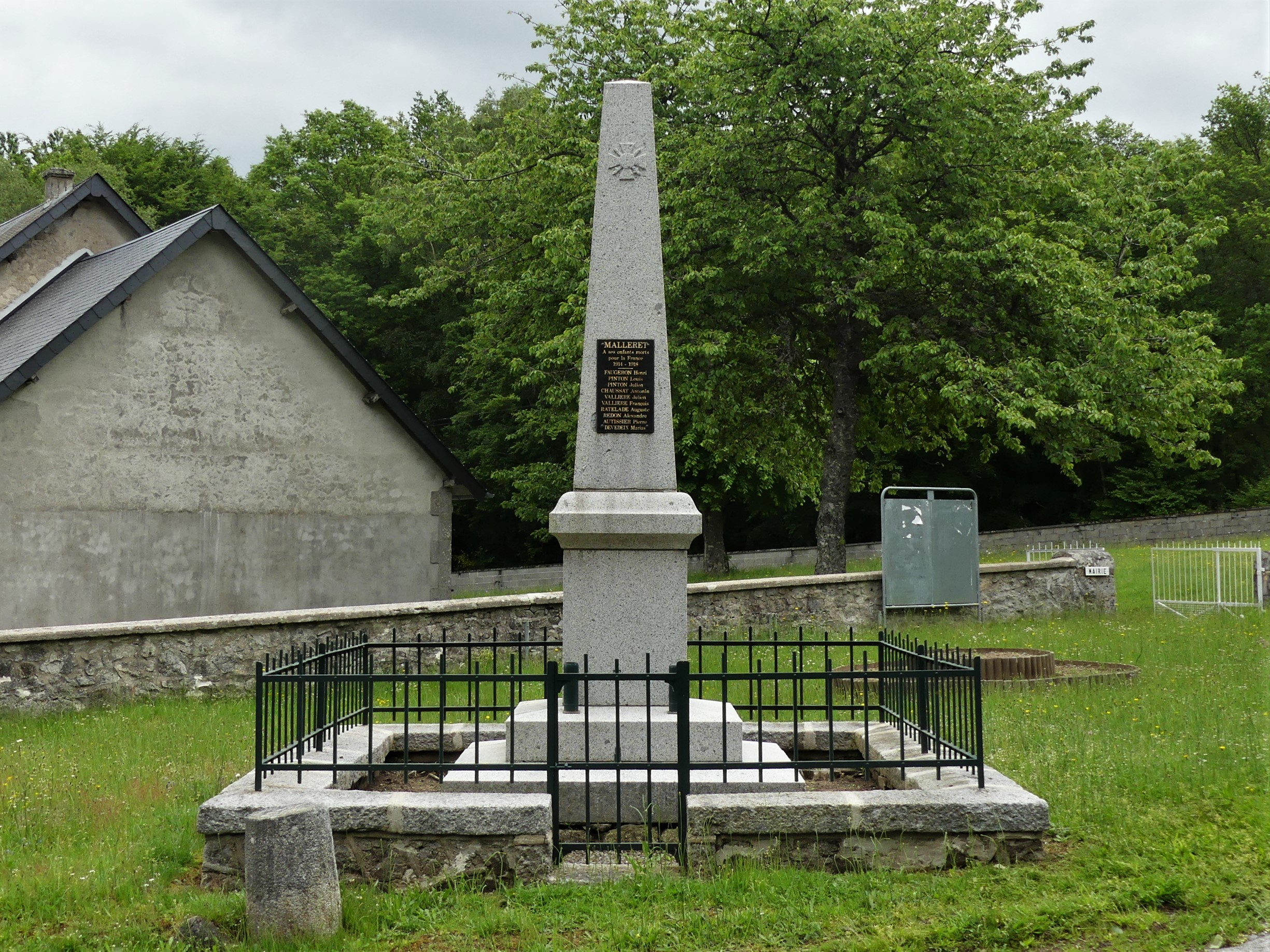
Le monument aux morts.